# Lamba, Färöarna
Lamba, före 2011 Lambi (danska: Lamhauge) är en tätort på Färöarna, belägen i slutet av Lambavík på ön Eysturoys östkust, inte långt från Skálafjørður. Lamba är en del av Runavíks kommun och hade vid folkräkningen 2015 144 invånare.
Husen i byn ligger längs vägen genom en trång dal, och nere vid fjorden ligger en liten fiskehamn. Vid hamnen finns en stor sten som enligt gammal folktro är bebodd av huldufólk. Själva byn är historiskt sett en landsbygd som första gången nämns i Hundbrevet från 1300-talet.
På nyårsafton 1707 sjönk det danska skeppet "Norske Løve" vid Lambavík, och skeppsklockan finns idag i Torshamns domkyrka. Flera dykare har letat efter skeppet genom åren utan att finna något intressant.

## Befolkningsutveckling
| Befolkningsutvecklingen i Lamba 1985–2015 | Befolkningsutvecklingen i Lamba 1985–2015 | Befolkningsutvecklingen i Lamba 1985–2015 | Befolkningsutvecklingen i Lamba 1985–2015 | Befolkningsutvecklingen i Lamba 1985–2015 |
| ----------------------------------------- | ----------------------------------------- | ----------------------------------------- | ----------------------------------------- | ----------------------------------------- |
|                                           |                                           |                                           |                                           |                                           |
| År                                        |                                           |                                           | Folkmängd                                 |                                           |
| 1985                                      | 1985                                      |                                           | 122                                       |                                           |
| 1990                                      | 1990                                      |                                           | 121                                       |                                           |
| 1995                                      | 1995                                      |                                           | 106                                       |                                           |
| 2000                                      | 2000                                      |                                           | 120                                       |                                           |
| 2005                                      | 2005                                      |                                           | 145                                       |                                           |
| 2010                                      | 2010                                      |                                           | 122                                       |                                           |
| 2015                                      | 2015                                      |                                           | 144                                       |                                           |
|                                           |                                           |                                           |                                           |                                           |